# 广东省职业教育城

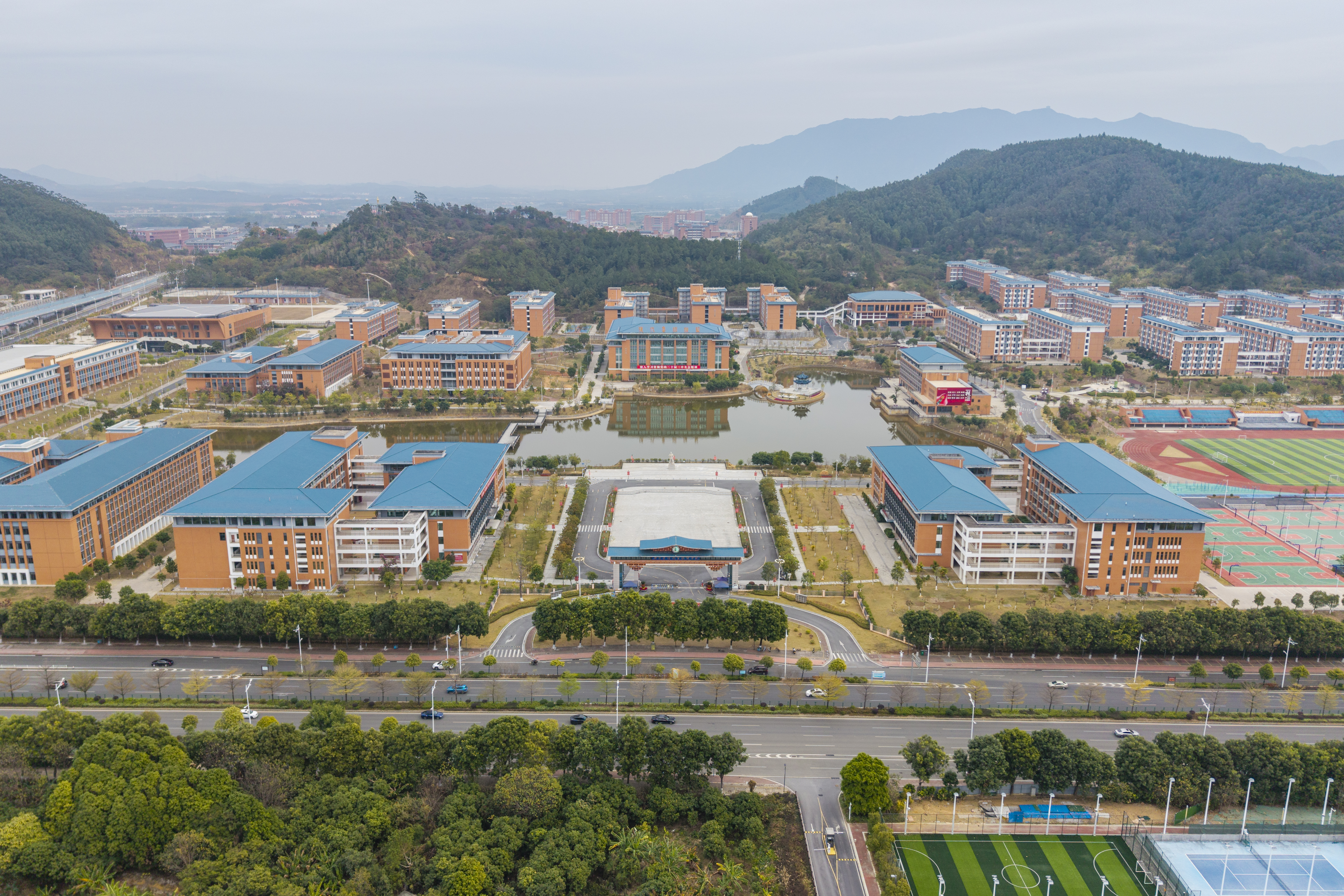
广东建设职业技术学院清远校区

广东省职业教育城（英語：Guangdong Vocational Education City），简称“省职教城”，俗称“清远大学城”，是位于广东省清远市清城区、以职业教育院校为主的省级教育园区，占地50平方公里，以“岭南学苑，山水匠城”為规划理念，目前已进驻十所本科和高职院校，在校生达12万人。

## 历史
2011年6月，广东省人民政府同意在清远市规划建设省级职教基地，构建由低到高的技术技能人才成长培养体系。2016年2月，广东省省级职业技术教育示范基地（清远）正式启动建设，五所省属公办高职院校进驻基地，每所学校按照建设用地800亩、在校生1.2万人规模启动建设。2018年12月，首期工程主体封顶。2019年9月28日，省级职教基地首期工程正式建成启用；10月7至12日，首批入驻的五所高职院校陆续开学。2018年2月，广东金融学院与清远市人民政府签订建设广东金融学院清远校区合作协议，成为进驻基地的首间普通本科高校。2019年，升格为“广东省职业教育城”，10月18日，广东省职业教育城启动二三期工程，广东省长马兴瑞出席启动活动，二期工程包括首批入驻五所高职院校的其他基础设施，计划于2021年底全面建成。

## 入驻院校

### 原有院校
- 广东碧桂园职业学院
- 清远职业技术学院
- 广东南华工商职业学院（清远校区）
- 广东岭南职业技术学院（清远校区）

### 第一批入驻院校
- 广东交通职业技术学院（清远校区）
- 广东科贸职业学院
- 广东建设职业技术学院（清远校区）
- 广东工程职业技术学院（清远校区）
- 广东财贸职业学院

### 第二批入驻院校
- 广东金融学院（清远校区）

### 計劃入驻院校
- 广州体育学院（清远校区）
- 广东轻工职业技术大学
- 广东省外语艺术职业学院
- 广东文艺职业学院
- 广东司法警官职业学院
- 广东女子职业技术学院

## 交通
- 广清城际铁路：飞霞站